# Ole Christian Eidhammer
Ole Christian Eidhammer (Molde, 15 aprile 1965) è un ex saltatore con gli sci norvegese.

## Biografia
In Coppa del Mondo esordì il 20 febbraio 1983 a Vikersund (10°) e ottenne il primo podio il 11 marzo 1984 a Oslo (3°).
In carriera prese parte a due edizioni dei Giochi olimpici invernali, Sarajevo 1984 (18° nel trampolino lungo) e Calgary 1988 (19° nel trampolino normale, 17° nel trampolino lungo, 3° nella gara a squadre), e a due dei Campionati mondiali, vincendo una medaglia.

## Palmarès

### Olimpiadi
- 1 medaglia:
  - 1 bronzo (gara a squadre a Calgary 1988)

### Mondiali
- 1 medaglia:
  - 1 argento (gara a squadre a Oberstdorf 1987)

### Mondiali juniores
- 1 medaglia:
  - 1 argento (K80 a Kuopio 1983)

### Coppa del Mondo
- Miglior piazzamento in classifica generale: 14º nel 1988
- 2 podi (entrambi individuali):
  - 1 secondo posto
  - 1 terzo posto

#### Torneo dei quattro trampolini
- 1 podio di tappa[1]:
  - 1 terzo posto